# 오! 인천
《오! 인천》(영어: Inchon)은 1982년 테렌스 영이 감독한 미국의 전쟁 영화로, 인천 상륙 작전을 다루었다. 제작에 5년이 걸렸으며 4,410만 달러가 들어갔지만, 최악의 영화 가운데 하나라는 평을 받았다.

## 줄거리
이 영화는 1950년 9월 15일부터 19일까지 진행된 6.25 전쟁 중 전쟁의 전환점으로 여겨지는 인천 상륙 작전을 묘사한다. 영화의 주인공은 1950년 인천에서 미군의 기습적인 상륙작전을 이끈 더글러스 맥아더 장군이다. 영화의 서브플롯은 전쟁으로 인해 관계에 어려움을 겪는 한 미국인 부부를 다룬다.
'오! 인천'은 1950년 6월 북한군이 북위 38도를 넘어 남한으로 진격하는 장면으로 시작한다. 사람들은 서울로 피난한다. 피난민 중 한 명은 38선 마을에 사는 미 육군 소령의 아내 바바라 홀스워스이다. 그녀는 리무진을 타고 서울로 가면서 도중에 한국 어린이 다섯 명을 태운다. 운전사가 살해된 후, 그녀는 그들을 '여섯 번째 행복의 여관'이라는 안전한 장소로 데려간다. 도중에 그녀는 북한군 한 명을 쏜다.
한편, 그녀의 남편 프랭크 홀스워스는 젊은 한국 여성 림과의 불륜 관계를 정리하려고 한다. 그녀의 아버지 사이토는 딸의 프랭크와의 불륜을 알고 있으며 반대하지 않는다. 프랭크는 북한군의 침공 소식을 듣고, 어거스트 헨더슨 육군 상사의 도움을 받아 바바라를 찾기 위해 북쪽으로 이동한다. 어거스트는 바바라를 만나 그녀의 차량 배터리를 고쳐주고, 그녀를 프랭크와 재회시킨다.
기자 데이비드 펠드, 박, 롱펠로는 도쿄에서 맥아더가 주최하는 기자회견에 참석한다. 하지만 맥아더는 나타나지 않는다. 그는 북한군의 침공으로부터 남한을 구할 수 있는 유일한 사람이 자신이라고 아내 진과 동의한다.
홀스워스와 그의 전 애인은 등대를 켜서 261척의 미국 함선에 신호를 보내는 데 성공하고, 한국 여성의 아버지는 해협에 지뢰를 터뜨린다. 그녀는 이어진 전투 중에 사망한다. 미군은 북한군을 몰아내고 환호하는 사람들은 태극기와 성조기를 흔든다. 영화는 맥아더가 주기도문을 암송하는 것으로 끝나며, 이 장면 이후에는 맥아더의 뉴스 영화가 상영된다.

## 제작 과정

### 기획
세계평화통일가정연합을 창시한 문선명은 영화를 찍으라는 신의 계시를 받았다고 한다. 그는 일본의 기업가 사카구치 마츠사부로를 만나 영화 제작에 투자할 것을 제안했다. 당초 예수의 생애를 다룬 영화를 촬영할 예정이었지만, 결국 더글러스 맥아더 장군이 신의 영감을 받아 인천 상륙 작전을 계획했다는 내용의 영화를 찍는 것으로 바뀌었다.
초안은 엘비스 프레슬리를 예수로 캐스팅해서 신약성경 영화를 촬영할 계획이었으나 엘비스 프레슬리가 1977년에 사망하는 등 여러 가지 악재가 겹쳐 인천상륙작전으로 소재가 변경되었다.

### 촬영
문선명과 사카구치 마츠사부로가 절반씩 투자하여 영화를 찍게 되었다. 세 편의 제임스 본드 영화를 찍었던 테렌스 영이 감독으로 뽑혔고, 당대 최고의 배우라는 이미지의 로런스 올리비에가 주연 맥아더 역을 맡게 되었다. 로런스는 맥아더 장군이 평소 화장을 했다는 이야기를 듣고 화장을 했지만 너무 두껍게 해서 여자처럼 보일 때도 있었으며, 신의 영감을 받는 장면을 연기하는 것은 그의 평판에 비해 우습기까지 했다.
게다가 촬영 중에 여러 가지 악재가 겹쳐서, 제작 기간이 길어지고 예산이 더 들어가게 되었다.
- 영화를 위해 지은 등대가 태풍에 무너져 다시 지어야 했다.
- 조감독이 배를 다른 쪽으로 움직이게 하는 바람에 인천에 상륙하는 장면을 처음부터 다시 찍어야 했다. 이로써 200만 달러가 더 들어갔다.
- 맥아더가 리무진에서 군중들의 환호를 받는 장면은 세 차례 다시 찍었다. 처음엔 군중이 너무 적었고, 두 번째 장면은 첫 번째 장면과 아귀가 맞지 않았다. 이 일로 300만 달러가 더 들어갔다.
- 통역상의 문제가 발생해 보조 출연자들을 통제하기 어려워졌으며 이로 인해 통역관들을 따로 고용해야 했다.
- 문선명이 지나치게 통일교를 강조해서, 로런스는 "통일교를 믿기 싫어!"라고 외치면서 촬영을 거부했다. 이후 개런티를 주급으로 지불한다는 조건으로 재촬영에 돌입했고, 훗날 이 영화가 개봉된 이후 로런스는 "촬영하고 싶지는 않았지만 무척 비싼 개런티에 억지로 찍었다"고 말했다. 매주 현찰을 헬리콥터로 공수해 와서 지불했다고도 한다. 사실 로런스 올리비에는 이 영화를 찍기 직전에 생명이 위독해져서 엄청난 수술을 받았는데, 그 때문에 재산이 없는 상태였으며 그래서 생활고로 인하여 어쩔 수 없이 이 영화의 캐스팅에 응해야만 했다.
- 영화 촬영이 종료된 이후 엔딩 크레딧에 특별자문: 문선명이라는 글귀를 집어넣기 위해 수천만원이 더 들어갔다.

## 상영
칸 영화제에 140분짜리 영화가 상영되었는데, 혹평을 받았다. 제작사는 영화를 105분으로 편집해서 개봉했다. 4,400만 달러가 들어간 영화였지만, 200만 달러 이상 벌지 못했으며, 비디오나 DVD로 나오지도 않았다. 흥행이 너무 심하게 저조한 탓에 이 영화를 개봉하는 극장에서는 추첨을 통해 100만 달러의 상금을 거는 이벤트까지 시도했으나 이럼에도 불구하고 흥행은 크게 실패했다.

## 기타
- 이 영화를 촬영하면서 문선명은 아주 작정하고 돈을 썼는데 헬리콥터에 돈을 하나가득 실어서 운반할 정도였다. 로런스 올리비에는 1980년에 생명이 위독해져서 수술을 받고 간신히 살아났는데 그것 때문에 전재산을 탕진한 상황이었다. 이 상황에서 문선명이 돈을 엄청나게 준다고 했기 때문에 생활고에 시달리던 로런스 올리비에로서는 선택의 여지가 없었고 결국 주연으로 출연했다. 이영후는 단역이었지만 이 영화에 대한 출연료로 집을 샀을 정도였으며 심지어는 보조 출연자들도 돈을 엄청나게 벌었다. 4400만 달러라는 제작비용의 대부분이 출연자들의 급여로 사용되었다.

## 출연
- 로런스 올리비에: 더글라스 맥아더 역
- 재클린 비셋: 미군 장교 아내 바바라 헬스워스 역
- 이영후: 바바라 헬스워스의 하인(운전기사) 역
- 미후네 토시로
- 이낙훈
- 남궁원

## 수상 내역
수상 결과는 다음과 같다.
- 1982년 골든 래즈베리상
  - 최악의 영화상
  - 최악의 각본상
  - 최악의 남우주연상 (로런스 올리비어)
  - 최악의 감독 상 (테렌스 영)
  - (노미네이트) 최악의 남우조연상 (벤 가자라)

## 같이 보기
- 박스오피스 봄